# Prangli
Prangli es una localidad del municipio de Kanepi, en el condado de Põlva, Estonia, con una población censada a final del año 2019 de 121 habitantes. 
Se encuentra ubicada al oeste del condado, cerca de la frontera con los condados de Valga y Tartu, y al este del lago Võrtsjärv.
La pintora Julie Wilhelmine Hagen-Schwarz (1824-1902) nació en Prangli.